# Gymnophthalmini
Gymnophthalmini – plemię jaszczurek z podrodziny Gymnophthalminae w obrębie rodziny okularkowatych (Gymnophthalmidae).

## Podział systematyczny
Do plemienia należą następujące rodzaje:
- Calyptommatus Rodrigues, 1991
- Gymnophthalmus Merrem, 1820
- Micrablepharus Boettger, 1885
- Nothobachia Rodrigues, 1984 – jedynym przedstawicielem jest Nothobachia ablephara Rodrigues, 1984
- Procellosaurinus Rodrigues, 1991
- Psilops Rodrigues, Recoder, Teixeira, Roscito, Guerrero, Nunes, Freitas, Fernandes, Bocchiglieri, Vechio, Leite, Nogueira, Damasceno, Pellegrino, Argôlo & Amaro, 2017
- Scriptosaura Rodrigues & Maranhão dos Santos, 2008 – jedynym przedstawicielem jest Scriptosaura catimbau Rodrigues & Maranhão dos Santos, 2008
- Tretioscincus Cope, 1862
- Vanzosaura Rodrigues, 1991